# Власенко, Георгий Ефимович
Георгий Ефимович Власенко (1914, город Харьков Харьковской губернии, теперь Харьковской области — 19 февраля 1969, Харьков) — советский государственный деятель, председатель исполнительного комитета Харьковского городского совета. Депутат Верховного Совета УССР 6-7-го созывов. Член Президиума Верховного Совета УССР 7-го созыва.

## Биография
Родился в семье рабочего. Трудовую деятельность начал в 1929 году учеником токаря на Харьковском заводе «Свет шахтера». Работал на заводе «Свет шахтера» до 1941 года, был главным механиком завода.
Член ВКП(б) с 1939 года.
В 1937 году без отрыва от производства окончил Харьковский механико-машиностроительный институт.
С 1941 г. — в Красной армии. Участник Великой Отечественной войны с 1942 года. В 1945 году — участник советско-японской войны. Служил военным комиссаром роты 123-й танковой бригады Сталинградского фронта, агитатором 20-го гвардейского танкового полка. Окончил высшие всеармейское военно-политические курсы Главного управления пропаганды Советской армии.
После демобилизации до 1952 года — старший инженер-технолог, начальник цеха Харьковского завода «Свет шахтера». В 1952—1953 годах — секретарь партийного бюро КП(б)У завода «Свет шахтера».
В 1953—1961 годах — председатель исполнительного комитета Октябрьского районного совета депутатов трудящихся города Харькова; 1-й секретарь Октябрьского районного комитета КПУ города Харькова; 2-й секретарь Харьковского городского комитета КПУ.
В 1961 — феврале 1969 — председатель исполнительного комитета Харьковского городского совета депутатов трудящихся. Избирался членом Харьковского обкома и горкома КПУ.

## Звание
- гвардии старший лейтенант

## Награды
- орден Трудового Красного Знамени
- орден Знак Почета
- орден Отечественной войны 2-й степени (6.11.1947)
- медали